# مساحة وقوف السيارة

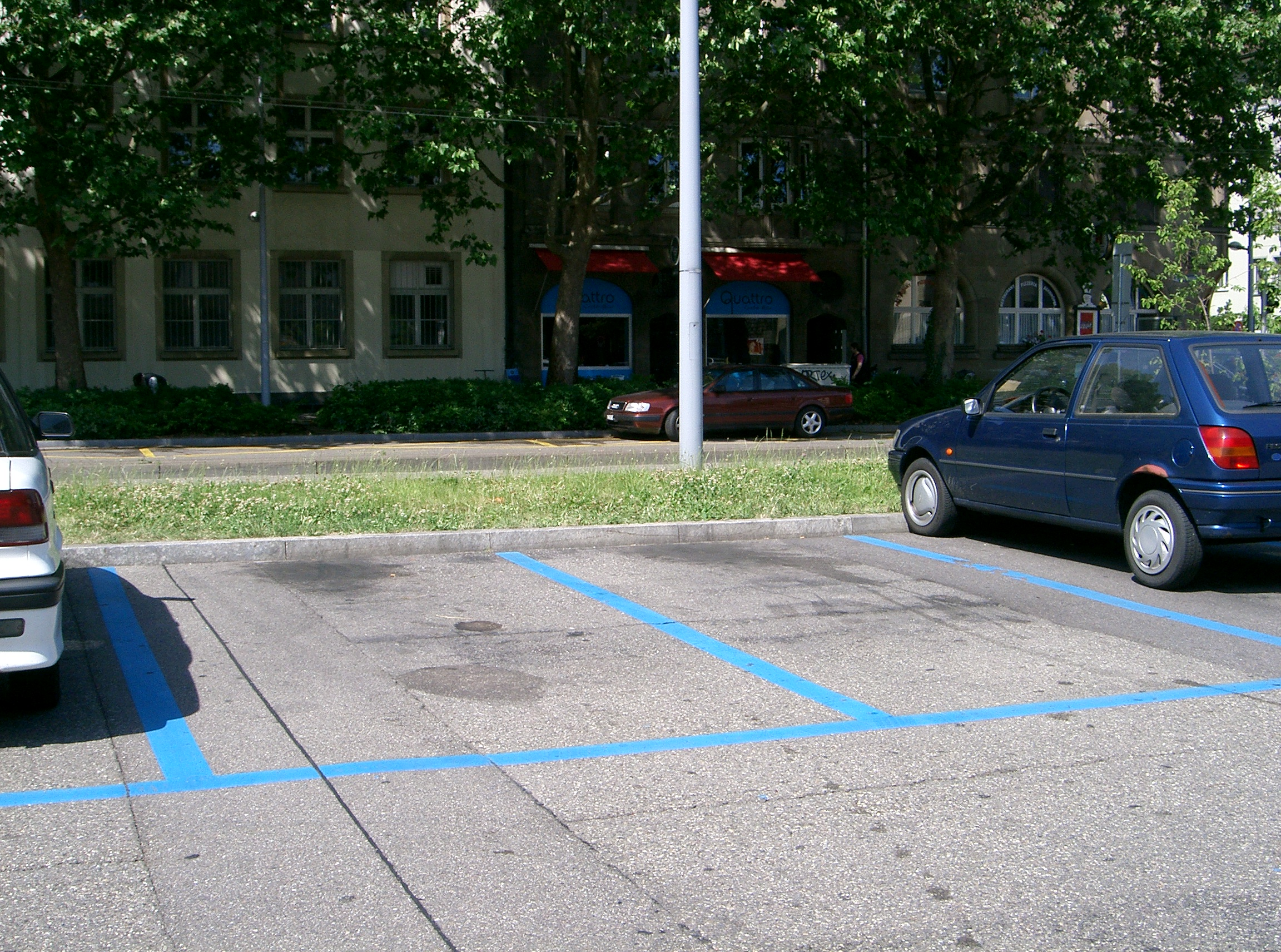
مساحة ركن مخططة

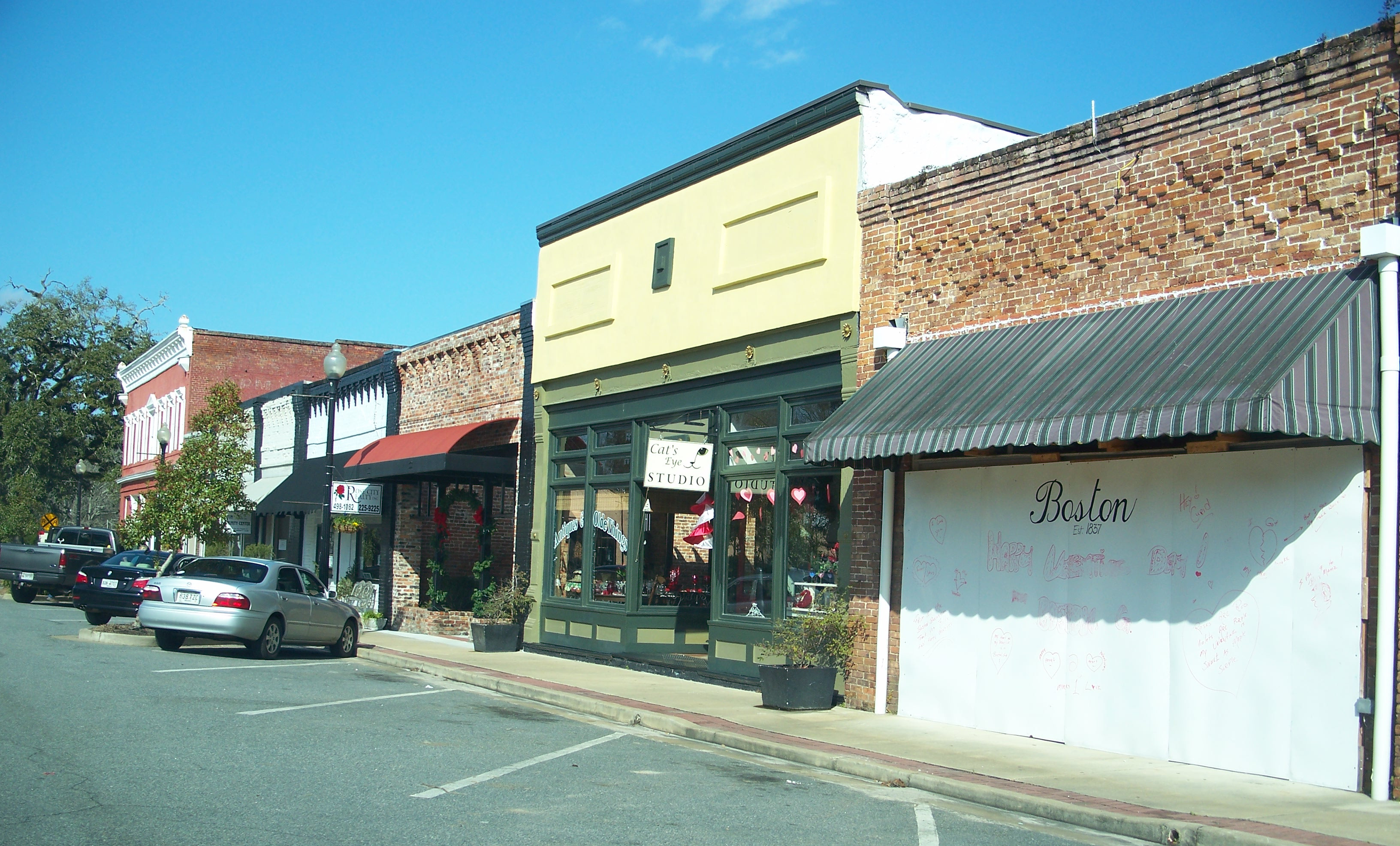
مساحة ركن على شكل الزاوية

مساحة وقوف السيارة، هو موقع مخصص لركن السيارات، إما معبدة أو غير معبدة. قد يكون موقف سيارات متعدد الطوابق أو في الشوارع. يتم تحديد مساحة الموقف بواسطة علامات سطح الطريق. تتلاءم السيارة مع المساحة، إما عن طريق الركن الموازي أو الركن العامودي أو ركن الزاوية.
يعتمد تحديد الوقت المسموح به لركن السيارات على موقع المواقف وذلك من خلال تنظيمها، وقد يتطلب رسوم لركن السيارات
أو قد تكون مجانية. عندما تكتظ المواقف يتم الركن على رصيف المشاة وحافات العشب أو المساحات التي لم يتم تخصيصها لغرض الركن.

## الأنماط
بالنسبة لمعظم المركبات المزودة بمحركات، هناك ثلاثة ترتيبات شائعة الاستخدام لمواقف وقوف السيارات – وقوف موازٍ، وركن عمودي، وركن بزاوية. هذه هي ترتيبات الركن الذاتي حيث يمكن لسائق السيارة الوصول إلى ساحة الانتظار بشكل مستقل.

### وقوف السيارات بشكل موازٍ
مع وقوف السيارات بشكل متوازٍ، ترتب في صف واحد، يواجه المصد الأمامي لسيارة واحدة المصد الخلفي للسيارة المجاورة. بالتوازي مع الرصيف، عندما يتوفر. وقوف السيارات المتوازي هو الوضع الأكثر شيوعًا لوقوف السيارات على جانب الطريق. يمكن استخدامه أيضًا في ساحات الانتظار وهياكل وقوف السيارات، ولكن عادةً يستخدم فقط لتكملة أماكن وقوف السيارات التي تستخدم الأوضاع الأخرى.
سيارات متوقفة على جانب شارع في لايبزيغ، ألمانيا

#### موقف السيارات بشكل عمودي
مع وقوف السيارات العمودي، المعروف أيضًا باسم وقوف السيارات في الخليج، وقوف السيارات جنبًا إلى جنب، بشكل عمودي على الممر أو الرصيف أو الجدار. يناسب هذا النوع من مواقف السيارات عددًا أكبر من السيارات على طول الطريق أو الرصيف أكثر من مواقف السيارات الموازية عندما تتوفر مساحة أوسع، وبالتالي تستخدم بشكل شائع في مواقف السيارات وهياكل مواقف السيارات.
في كثير من الأحيان، في مواقف السيارات التي تستخدم موقفًا عموديًا، ترتب صفين من أماكن وقوف السيارات على التتالي، مع وجود ممرات بينهما. إذا كان الوقوف ممنوعًا، يمكن للسائق أن ينسحب من خلال القيادة عبر مساحة انتظار واحدة في المساحة المتصلة لتجنب الاضطرار إلى الرجوع للخلف من مكان وقوف السيارات عند عودته. في بعض الأحيان، يتميز صف واحد من أماكن وقوف السيارات العمودية في وسط الشارع. هذا الترتيب يلغي المناورة بالعكس؛ السيارات المطلوبة تقود للأمام والخروج للأمام كذلك.

##### وقوف السيارات في زاوية
وقوف السيارات في زاوية، والمعروف باسم وقوف السيارات في بريطانيا، يشبه وقوف السيارات العمودي لهذه المركبات، باستثناء أن السيارات مرتبة بزاوية إلى الممر زاوية حادة مع اتجاه الاقتراب. يتيح الانعطاف الخفيف ركنًا أسهل وأسرع، وممرات أضيق، وبالتالي كثافة أعلى من الركن العمودي. بينما من الناحية النظرية تكون الممرات في اتجاه واحد، إلا أنها من الناحية العملية تكون واسعة بما يكفي للسماح لسيارتين بالمرور ببطء عندما ينزل السائقون في الممرات في الاتجاه الخطأ.
ركن السيارة هكذا شائع جدًا في مواقف السيارات. يمكن استخدامه أيضًا في مواقف السيارات على جانب الطريق في الولايات المتحدة عندما يكون هناك المزيد من العرض المتاح لمواقف السيارات مما هو مطلوب لمواقف السيارات الموازية، يخلق عددًا أكبر من أماكن وقوف السيارات. استخدمت بعض المدن مواقف بزاوية في الشارع مقارنة بمرافق وقوف السيارات خارج الشارع. يحدث أحيانًا في المناطق السكنية ومناطق البيع بالتجزئة والمناطق متعددة الاستخدامات حيث تُطلب مواقف إضافية للسيارات مقارنة بالمواقف الموازية وتكون أحجام حركة المرور أقل. صممت معظم مواقف السيارات ذات الزاوية بترتيبها وجهاً لوجه بينما يوجد عدد قليل من المدن (سياتل وبورتلاند وبالتيمور وإنديانابوليس كأمثلة) فيها مواقف بزاوية خلفية (عادةً على التلال أو الشوارع ذات الكثافة المرورية المنخفضة).
تعتبر عدة منظمات ركوب الدراجات من زاوية ركن السيارة أمرًا خطيرًا، خاصةً في الترتيب الأمامي، ولكنها غير مرحب بها في أيٍّ من الصورتين. عند المقارنة مع الركن الموازي:
هناك خطر كبير على راكبي الدراجات من السيارات التي تنعكس للخلف، حيث أن الدراجات المقتربة تكون في النقطة العمياء لمركبات الرجوع والانعطاف. يمكن أن يؤدي ذلك إلى إزعاج وتعريض مستخدمي الطريق الآخرين للخطر، ويمكن أيضًا استخدام مساحة الطريق «الفائضة» التي تتيح ركن الزاوية في ممرات الدراجات، فإن المنظمات مثل Cyclists Touring Club  تعارض عادة جميع مخططات وقوف السيارات المقترحة، بالرغم من وجود بعض البدائل، مثل ركن السيارة بزاوية خلفية مائلة بطريقة خاطئة، ورجوع السائق إلى الفراغ، بدلاً من الرجوع للخلف للخروج، والتي تتجاوز العديد من قضايا السلامة.